# Льезон (кулинария)

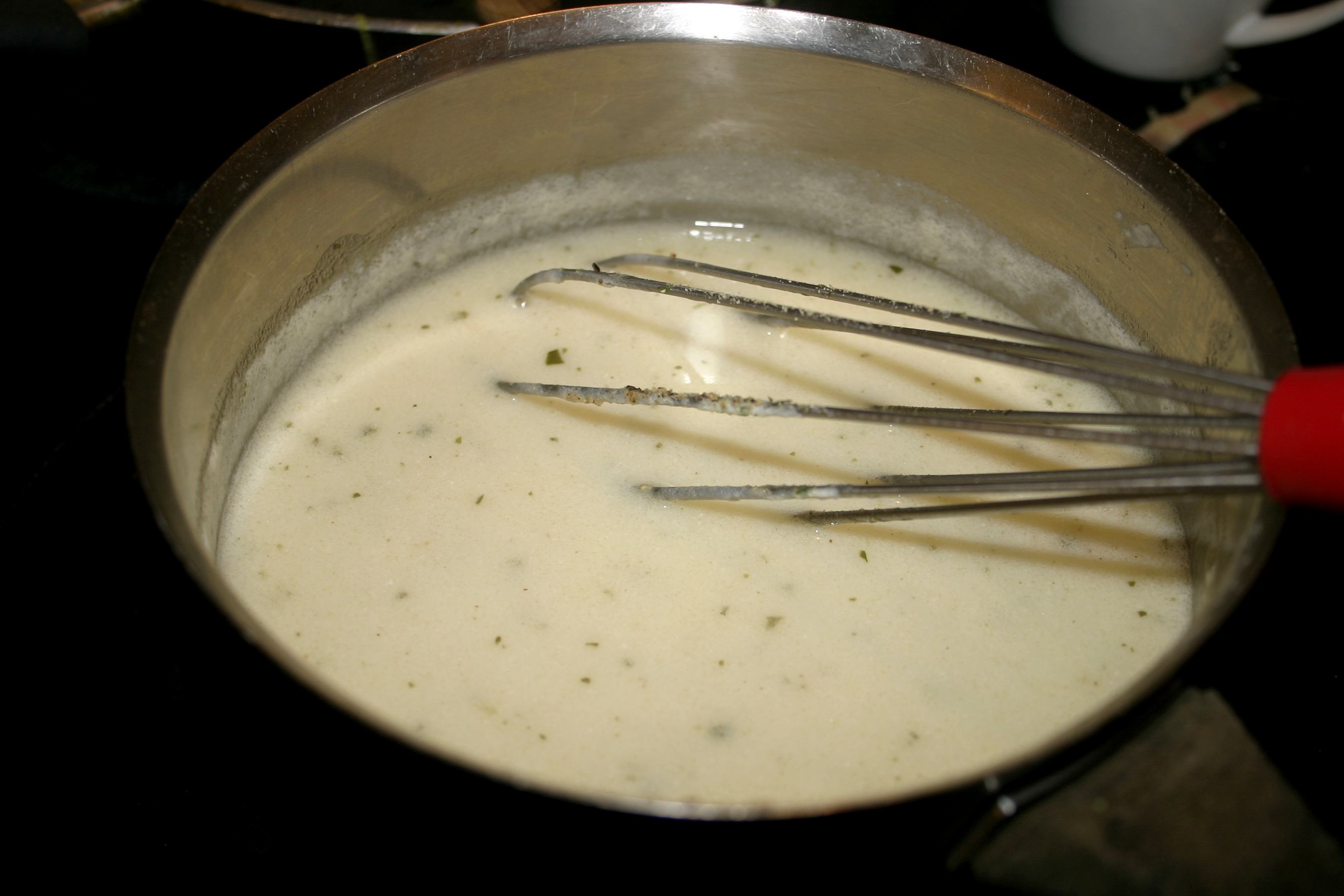
Связывание соуса льезоном при помешивании

Льезо́н (фр. liaison «связь, соединение») — жидкая смесь яиц, молока (или сливок) и воды или желтков и сливок (для белых соусов); обеспечивает связку пищевого продукта. Другие виды льезона — желатин, трагант, гуммиарабик, агар-агар, крахмалы. Способ введения льезонирующего продукта в блюдо зависит от его вида: белки взбивают до состояния твердой пены и осторожно вводят в основной продукт; крахмалы и желатин разводят в холодной воде, затем желатин смешивают с основным продуктом, подогревают до 40-50°С и остужают, а крахмал вливают при помешивании в кипящий основной продукт и кипятят 1-2 минуты до загустения.
В льезоне смачивают продукты перед панировкой: это способствует её лучшему прилипанию, улучшает вкус, но повышает калорийность блюда. Льезон применяется при производстве мясных и рыбных полуфабрикатов . Также льезоном смазывают мучные изделия перед выпечкой (обычно сдобу): это обеспечивает образование красивой блестящей корочки на поверхности изделий.
В качестве простого примера использования льезона также иногда приводят самбук.